# سیارک ۵۸۵۹
سیارک ۵۸۵۹ (به انگلیسی: 5859 Ostozhenka، نامگذاری:1979FD2) پنج هزار و هشتصد و پنجاه و نهمین سیارک کشف شده‌است که در ۲۳ مارس ۱۹۷۹ کشف شد.
قدر مطلق سیارک برابر ۱۳٫۷۰ است.